# Klupsko prvenstvo Hrvatske u odbojci na pijesku za muškarce 2007.
Klupsko prvenstvo Hrvatske u odbojci na pijesku za muškarce za 2007. godinu, odnosno za sezonu 2006./07. 
Igrane su: 
- 1. liga – 10 klubova; prvak "Žnjan" iz Splita

## Prva liga
Sudionici
- KOP Čakovec – Čakovec
- KOP Erste Zagreb – Zagreb
- KOP Jadera  – Zadar
- KOP Kajzerica – Zagreb
- HAKOP Mladost – Zagreb
- KOP Novi Zagreb – Zagreb
- KOP Osijek – Osijek
- KOP Vrapče – Zagreb
- KOP Žal – Banjole, Medulin
- KOP Žnjan  – Split

Ljestvica
| mj  | klub         | ut                       | pob                      | ner                      | por                      | set+                     | set-                     | poen+                    | poen-                    | bod                      |
| --- | ------------ | ------------------------ | ------------------------ | ------------------------ | ------------------------ | ------------------------ | ------------------------ | ------------------------ | ------------------------ | ------------------------ |
| 1.  | Žnjan        | 9                        | 8                        | 1                        | 0                        | 33                       | 4                        | 744                      | 466                      | 17                       |
| 2.  | Erste Zagreb | 9                        | 7                        | 2                        | 0                        | 33                       | 6                        | 790                      | 485                      | 16                       |
| 3.  | Osijek       | 9                        | 3                        | 4                        | 2                        | 22                       | 16                       | 651                      | 589                      | 10                       |
| 4.  | Čakovec      | 9                        | 4                        | 2                        | 3                        | 22                       | 19                       | 730                      | 651                      | 10                       |
| 5.  | Jadera       | 9                        | 2                        | 5                        | 2                        | 22                       | 13                       | 757                      | 745                      | 9                        |
| 6.  | Novi Zagreb  | 9                        | 3                        | 2                        | 4                        | 21                       | 23                       | 769                      | 766                      | 8                        |
| 7.  | Žal          | 9                        | 3                        | 2                        | 4                        | 19                       | 22                       | 730                      | 669                      | 8                        |
| 8.  | Vrapče       | 9                        | 2                        | 3                        | 4                        | 15                       | 23                       | 610                      | 670                      | 7                        |
| 9.  | Kajzerica    | 9                        | 1                        | 3                        | 5                        | 13                       | 28                       | 647                      | 712                      | 5                        |
|     |              |                          |                          |                          |                          |                          |                          |                          |                          |                          |
| 10. | Mladost      | isključeni iz natjecanja | isključeni iz natjecanja | isključeni iz natjecanja | isključeni iz natjecanja | isključeni iz natjecanja | isključeni iz natjecanja | isključeni iz natjecanja | isključeni iz natjecanja | isključeni iz natjecanja |

Turniri
- 1. turnir: Čakovec – Totovec, Totomore, 30. lipnja – 1. srpnja 2007. (odgođeno)
- 2. turnir: Zagreb, malo Jarunsko jezero, 14.-15. srpnja 2007.
- 3. turnir: Split, Žnjan, 21.-22. srpnja 2007.
- 4. turnir: Čakovec – Totovec, Totomore, 4.-5. kolovoza 2007.

## Vanjske poveznice
- hos-cvf.hr, Odbojka na pijesku
- kop-cakovec.hr  Arhivirana inačica izvorne stranice od 10. studenoga 2024. (Wayback Machine)